# Fredrik Meyer
Fredrik Meyer (13 de fevereiro de 1916 — 16 de janeiro de 1989) foi um velejador norueguês, medalhista olímpico. Ele competiu nos Jogos Olímpicos de Verão de 1936 na classe 6 Metre e conquistou a medalha de prata na disputa a bordo do Lully com Magnus Konow, Karsten Konow, Vaadjuv Nyqvist e Alf Tveten.
Durante a Segunda Guerra Mundial, ele escapou para Little Norway, no Canadá, onde recebeu treinamento de voo. Ele serviu pelo resto da guerra como piloto do Norwegian 330 Squadron. Depois da guerra, serviu como ajudante de campo do rei Haakon VII de 1952 a 1954. A partir de 1955 foi secretário da Ordem de São Olavo e de 1971 a 1978 chefe do secretariado da ordem.